# S-GeMS
S-GeMS é um software de modelação em geoestatística que utilizou como base a biblioteca GsTL. A sua conceptualização começou em 2001 mas ainda hoje é actualizada com novos algoritmos dado o seu estado de código aberto. É, possívelmente, o software especializado para geoestatística mais utilizado a nível mundial e contém os procedimentos mais comuns neste campo sendo usado em áreas como modelação mineira, ambiental e caracterização de reservatórios petrolíferos.

## Funções
O S-GeMS tem a grande maioria dos algoritmos mais comuns no campo da geoestatística. Importa ainda referir as seguintes características:
- Carregar e guardar dados em formato GEO-EAS.
- Carregar e guardar projectos em formato binários S-GeMS.
- Menu de análise estatística univariada e bivariada.
- Menu de variografia.
- Visualizador tridimensional.